# Поставы
Поста́вы (бел. Паста́вы) — город в Витебской области Беларуси. Административный центр Поставского района.
Численность населения — 18 450 человек (на 1 января 2025 года).

## Этимология
На месте современных Постав ранее существовало селение Посадник, от слова посадник или от посад. Название Поставы происходит от термина «постав» — строение, постройка, здание, мельничное устройство, лесопильный стан и др. Либо от слова став — «пруд, запруда» (город, расположенный «по ставы»).
А. Адамкович считает, что название Постав имеет балтское происхождение и соотносится с названиями озёр Восточной Литвы, что непосредственно граничат с Поставском районом: Pastovis, Pastovys, Pastovėlis. Названия озер происходят от литовского слова pаstovis — «глубокое место в реке, где медленно течет вода» и «стоячая вода, которая не течет».

## Геральдика
Герб учреждён Указом Президента Республики Беларусь от 20 января 2006 года № 36 и зарегистрирован в Государственном геральдическом регистре Республики Беларусь 6 февраля 2006 года № Б-71.
Флаг учреждён Указом Президента Республики Беларусь от 2 июня 2009 года № 277 и зарегистрирован в Государственном геральдическом регистре Республики Беларусь 4 июня 2009 года № Б-169.
Герб, флаг и положения о них утверждены решениями Поставского районного Совета депутатов от 25 июня 2002 года № 118 и от 26 сентября 2008 года № 95.

## География
Расположен на реке Мяделка (бассейн Западной Двины) в 245 км от Витебска, 160 км от Минска.

### Природа и экология
Памятники природы республиканской значимости: горы Маяк, Бояровщина, Лысая; валуны Завлечанский, Лодосский, Мегунский, Дырявый камень Каптарунский, Чёртов камень Соболковский. Памятники природы местной значимости: горы — Балдовщина, Большая, Гороватка; Жуперское правительство; холмы — Бородинский и Чернецкий; валуны — Зыбалишский, Камайский, Трапшавитский, Чашкавщинский; камень Казнадеюшский.
На территории города находится шесть больших водоёмов: два пруда (Южный и Северный на реке Мяделки); озёра Чёрное и Круглое (Парковое) и самое большое озеро — Задевское, которое соединено речкой Девицей с озером Думбля.

## История

### Великое княжество Литовское
Впервые упоминается в 1409 году, когда великий князь литовский Витовт-Александр дарственной грамотой наделил правом вечного пользования Братшу Зеновича селом и озером Поставы с окрестностями в следующих границах: бор Спягельский и Лучайский, реки Черный Ручей, Озеравиче и Судвиче, Губский лес, мост на реке Лучайке, бор Бубново-Верецея, реки Плоский ручей и Мяделица.
В 1522 году имение в Поставах было разделено между 4 братьями на четыре части: Николаем, Михаилом, Юрием (Ежи) и Яном Деспот-Зеновичами. С этого периода начинается классическая феодальная раздробленность вотчинных земель. Различные части менялись, продавались, переходили в наследство и в качестве приданого.
В 1556 году Ян Хржчонович приобрел от Ежего Михайловича Зеновича четвертую часть Постав за 900 коп литовских грошей. Ежи Зенович одну часть Постав оставил своей матери из дома Зеновичей, вторую часть — Станиславу Зеновичу.
В 1567 году, после смерти Яна Хржчоновича и его жены, три части Постав (одна по вечностному владению и две в залоге) переходят к их дочери.
В 1568 году их дочь передает Поставы своему мужу и оставляет себе 4 часть.
Полоцкий каштелян Юрий Николаевич Зенович (около 1510—1583) согласно «Попису войска литовского 1567 года» выставлял коней и со своей части имения в Поставах:

Кашталян земли Полоцкое. Месяца октебра 8 дня. Пан Юръи Зеновъевич, кашталян земли Полоцкое, державца Лепельский, Чичерский и Пропойский, ачкольвек почту своего не показывал, але прислал до пана гетмана реистр, оказуючи яко веле почту повинного мает ставити, то есть — з ыменья с Куршан в земли Жомойтской коней петнадцать; а з Сморкгойнь в повете Ошменском коней петнадцать; и с Поставей и с Полавя коней шесть, а с Костеневич в повете Менском кони два; а з Белицы в повете Оршанском коней осм; а з Прусович в повете Менском конь один. Сумою того всего почту, его милости повинного, коней сорок сем збройне — пнцри, пр., согай., рогати.; а при тых ездных поведил его милость поготову маючи драбей двадцать чотыры.
В 1581 году через Поставы проходило войско короля Стефана Батория на Полоцк во время Ливонской войны с войсками Ивана Грозного.

### Речь Посполитая
В 1591 году Ярош Беганьский подарил своему сыну Станиславу фольварок Должа с 5 поддаными и 10 мещанами в местечке Поставы.
1616 год — в Поставах на Острове (Городище) Станиславом Беганским построен католический храм Беспорочного зачатия Девы Марии и монастырь францисканцев. К той части Постав, принадлежащих Беганьским, относились следующие села: Костени, Сивцы, Черенки, Полуйки. Позднее в Поставах был построен двор Беганьских.
В 1620 году ковенский стольник Ежи Ян Юрьевич Зенович приобретает все части Постав от своих братьев за 5306 коп литовских грошей. Кроме того, выкупает части Постав от Гойского и Хржчоновича.
1628 год — местечко состояло из центральной части с рыночной площадью, и 2 посадов; насчитывало 66 дворов. От площади расходились 2 улицы. одна вела к усадьбе, а вторая, на которой располагалась Николаевская церковь, вела в предместье Заречье
В 1637 году сын ковенского стольника Ежи Зеновича подарил Поставы Анне Софии из Зеновичей, бывшей жене Альбрехта Владислава Радзивилла.
Во время похода царских войск на Вильню в 1655 году корпусом Василия Петровича Шереметева было захвачено и сожжено местечко Поставы.
В 1686 году Поставы, Остров, Судорвы получила во владение Апполония Беганьская.
До середины XVIII века представлял собой небольшое поселение, расположенное на берегах двух озёр, образованных рекой Мяделкой. Центром города традиционно была рыночная площадь, от которой начинались торговые дороги на Мядель и Друю. На её восточной стороне находился деревянный римско-католический храм (XVI—XVIII в.) и греко-католическая церковь (1713 год). На другом берегу озера находился деревянный францисканский монастырь. Эти постройки не сохранились: они были заменены каменными образцами в XIX — начале XX в.
В 1720 году Поставы перешли во владение рода Тизенгаузенов. Значительные преобразования города проводил гродненский староста Антоний Тизенгауз, реформатор, стремившейся превратить своё родовое имение в один из центров культуры и промышленности края. Было организовано мануфактурное производство (всего 35 предприятий). Со временем местечко полностью изменилось и получило близкую к прямоугольной структуру улиц. Автором проекта перепланировки считается итальянский архитектор Джузеппе (Юзеф) де Сакко, который с 1773 года проживал в Гродно и был придворным зодчим А. Тизенгауза.
Воевода мстиславский (1788—1795) и минский губернский предводитель (1795—1797) Франциск Ксаверий Хоминский был женат на Софии Тизенгуаз, дочери Казимира Тизенгуаза и Барбары Юдицкой. Благодаря браку получил во владение город Поставы, который избрал своей резиденцией. Их брак был бездетным.

### Российская империя
После второго раздела Речи Посполитой (1793) Поставы вошли в состав Российской империи, где стали центром уезда.
22 января 1796 года городу был дарован герб.
При Константине Тизенгаузе город превратился в один из научных и культурных центров Виленской губернии Северо-западного края Российской империи. Были основаны орнитологический музей, картинная галерея, библиотека.
В 1861 году имение в Поставах Дисненского уезда принадлежало графу Тизенгаузену. В имении насчитывалось 4112 крепостных душ мужского пола. Денежный оброк уплачивался с каждого двора в зависимости от количества земли. Натуральные повинности выполнялись следующие: 4 четверика ржи, четверть овса, 1 гусь, 2 курицы, 10 яиц, 1 талька, копа грибов, четверть известковых камней, рыбной сети 2 сажени, караул по очереди. Пригона отбывалось 156 дней со двора для крепостных душ мужского и женского пола. Сгона было по 7 дней для рабочих душ мужского и женского пола.
С 1899 года в имении Поставы графа Пшездецкого действовала Поставская школа парфорсной охоты.
В годы Первой мировой войны город Поставы находился на линии фронта. Лётчик штабс-капитан Пятосин Евгений Степанович (уроженец Киевской губернии) был награждён Георгиевским оружием «за то, что, получив задачу сфотографировать неприятельскую позицию в районе Комай, Поставы, Годутишки, он, в период времени с 5-го по 24-е марта 1916 г., совершил ряд боевых разведок, причем каждый раз, несмотря на обстрел неприятельской артиллерии, выполнял свою задачу до конца. 24-го марта аппарат его был сбит артиллерией противника и опустился близ наших окопов, причем летчик получил ушибы лица и ноги. Несмотря на крайне неблагоприятные условия погоды и сильный обстрел немецкой артиллерии, он выполнил данную ему задачу в срок, представив снимки всех трех линий окопов» (ПАФ от 04.03.1917 г.).

### Польская Республика
С 1921 года в составе Польши, центр повета Виленского воеводства. В конце 1920-х в городе действовали 2 лесопильных завода, а также кирпичный завод, паровая мельница, пивзавод, пекарня.
В 1935 году после смерти Юзефа Пилсудского для увековечения его памяти Рыночная площадь в Поставах была переименована в площадь Юзефа Пилсудского, дом аптекаря Парневского был выкуплен и превращен в дом-музей, на здании установлена табличка «Здесь останавливался строитель Польши Юзеф Пилсудский в 1903—1905 годах» (в 1939 году вывеска уничтожена, а музейная экспозиция ликвидировано).
В 1935—1939 годах в Поставах располагался 23-й полк Гродненских уланов.
В 1938 году в Поставах был сформирован батальон Народной Обороны (ON) «Postawy», входивший в состав полубригады «Dzisna», штаб которой так же находился в Поставах. Командиром полубригады был полковник Эдвард Перкович, житель Поставского повета.
Последним владельцем имения в Поставах был Константин Пшездецкий (18.09.1879 — 21.04.1966, г. Стокгольм), женатый и разведённый с Софьей-Марией Любомирской.
В Центральном государственном архиве Литвы хранится план на польском языке местечка Поставы.

### БССР
17 сентября 1939 года город заняли части Белорусского фронта Красной армии и вошёл в состав БССР.
В Поставах располагался 4 стрелковый корпус РККА.
С 1940 года — центр района Вилейской области Белорусской ССР.
В 1940 году уничтожены торговые ряды на рыночной площади (которые происходили с конца XVIII века) .
6 июля 1941 года Поставы был оккупирован нацистами.
В апреле 1942 года нацисты создали Поставский гетто, где на 1 июля 1942 года держали 848 евреев. До ноября 1942 года поставский гетто было уничтожено.
В 1942 году нацисты расстреляли священника Бронислава Матиевского, который был местным настоятелем с 1935 года.
В начале 1943 года в Поставах располагался 102-й латышский полицейский батальон, полицейская кавалерийская и ездовая школа.
Летом 1943 года были созданы отделения Союза белорусской молодежи, в Поставском повете главой был Евгений Занкавич, в Поставской семинарии — Виктор Сикора. В апреле 1944 года после визита в Поставы Франтишка Кушеля был создан 35-й батальон Белорусской краевой обороны, которым командовал Лев Глинский.
С декабря 1942 года в городе действовал подпольный Поставский районный комсомольский центр в составе Николая Кукеля и Анны Масловской.
Город освобожден 5 июля 1944 года частями 145-й Витебской стрелковой дивизии (генерал-майор П. А. Диброва) 1-го Прибалтийского фронта в ходе Шауляйской операции. При защите и освобождении погибли советские воины, которые похоронены в 2 братских могилах на пл. имени Ленина (2 чел.) и на ул. Горького. Красноармейской (327 чел.). Память погибших увековечена памятниками.
На место захоронения мирных граждан, расстрелянных нацистами в 1941 г., в 2006 г. возле стадиона установлен памятный знак с надписью.
С 1944 года — в составе Молодечненской области.
С 1960 года — в составе Витебской области, административный центр Поставского района.

### В составе Республики Беларусь
20 октября 1995 года административные единицы Поставский район и город Поставы, имеющие общий административный центр, объединены в одну административную единицу — Поставский район.
Указом Президента Республики Беларусь № 277 от 2 июня 2009 года утвержден флаг города Поставы.

## Демография
Численность населения — 18 450 человек (на 1 января 2025 года).
| Численность населения | Численность населения | Численность населения | Численность населения | Численность населения | Численность населения | Численность населения | Численность населения | Численность населения | Численность населения | Численность населения | Численность населения | Численность населения | Численность населения |
| --------------------- | --------------------- | --------------------- | --------------------- | --------------------- | --------------------- | --------------------- | --------------------- | --------------------- | --------------------- | --------------------- | --------------------- | --------------------- | --------------------- |
| Год                   | 1939                  | 1959                  | 1970                  | 1979                  | 1989                  | 2001                  | 2006                  | 2011                  | 2016                  | 2018                  | 2023                  | 2024                  | 2025                  |
| Население             | 3400                  | 10 566                | 15 139                | 17 982                | 19 022                | 21 041                | 20 022                | 19 869                | 20 039                | 20 000                | ▼18 772               |                       | ▼18 450               |

По переписи 1959 года, в Поставах проживало 5311 белорусов (50,27 %), 3341 русских (31,62 %), 1195 поляков (11,31 %), 370 украинцев, 128 евреев, 83 татарина, 138 представителей других национальностей. По переписи 2009 года, в Поставах проживало 16 955 белорусов (85,8 %), 1959 русских (9,91 %), 371 украинец (1,88 %), 300 поляков (1,52 %), 64 цыгана (0,32 %), по 30 литовцев и татар (по 0,15 %).
В 2017 году в Поставах родилось 229 и умерло 260 человек. Коэффициент рождаемости — 11,5 на 1000 человек (средний показатель по району — 10,8, по Витебской области — 9,6, по Республике Беларусь — 10,8), коэффициент смертности — 13,1 на 1000 человек (средний показатель по району — 19,4, по Витебской области — 14,4, по Республике Беларусь — 12,6).

## Экономика
В городе функционируют следующие предприятия:

### Радиоэлектронная промышленность
- ЧПУП «Завод Белит»[36]

### Лесная и деревообрабатывающая промышленность
- ГЛХУ «Поставский лесхоз»
- ОАО «Поставымебель»
- ООО «Производственно-мебельный центр»
- ЧПУП «Поставский мебельный центр»
- ЧТУП «МегаСтройторг»

### Лёгкая и пищевая промышленность
- ЧУП «Комбинат кооперативной промышленности Поставского райпо» (Хлебокомбинат)
- ОАО «Поставский льнозавод»
- ОАО «Поставский молочный завод»

### Мелиоративные и дорожно-строительные организации
- ДКУАСП «Рассвет Поставский»
- Поставский ДРСУ-132,
- ДЭУ-33
- УП «Поставское ПМС»

## Транспорт
Железнодорожная станция на линии Крулевщизна—Лынтупы, Поставы-Полоцк
Через город проходят автодороги Р27 (Браслав—Мядель) и Р110 (Глубокое—Лынтупы).

## Образование
В городе действует 4 школы и одна гимназия, также в городе действует Поставский государственный колледж. До 1 сентября 2021 года в городе действовала базовая школа № 5.
В средней школа № 2 имени Н. М. Осененко действует школьный музей боевой и трудовой славы.
В средней школе № 4 имени В. Ф. Фронтова с 2015 г. действует военно-патриотический класс, в 2021 г. класс был преобразован в военно-патриотическую группу.

## Культура
- Дом культуры
- Поставский краеведческий музей

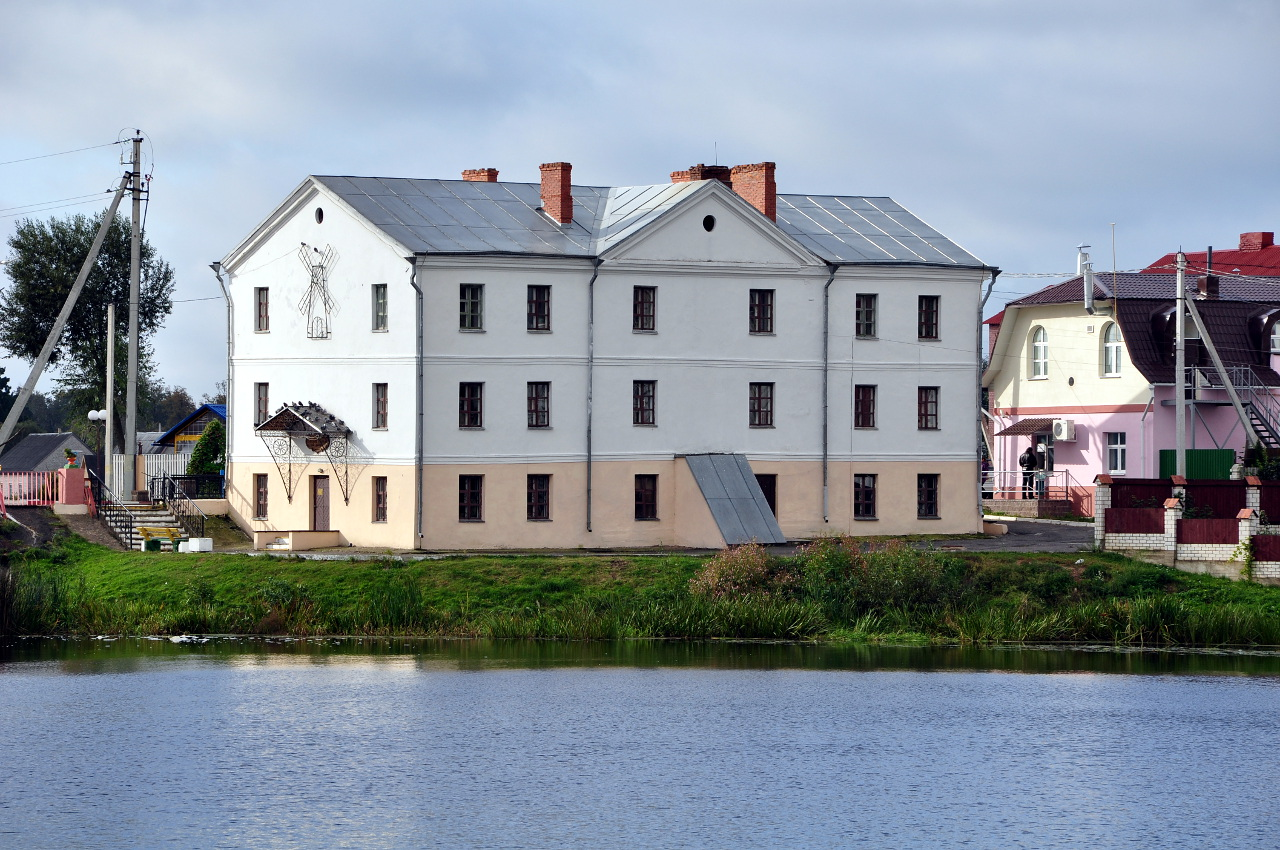
Водяная мельница (ныне — Дом ремёсел)

- Поставский Дом ремёсел «Стары млын» (в здании водяной мельницы с 1998 года).

## События и мероприятия
- Международный фестиваль народной музыки «Звіняць цымбалы і гармонік»[39]
- 3 сентября 2006 года прошёл XIII День белорусской письменности
- 5-7 июня 2025 года — спортивно-культурный фестиваль «Вытокi»
- 2026 год — Культурная столица Беларуси

## Достопримечательности

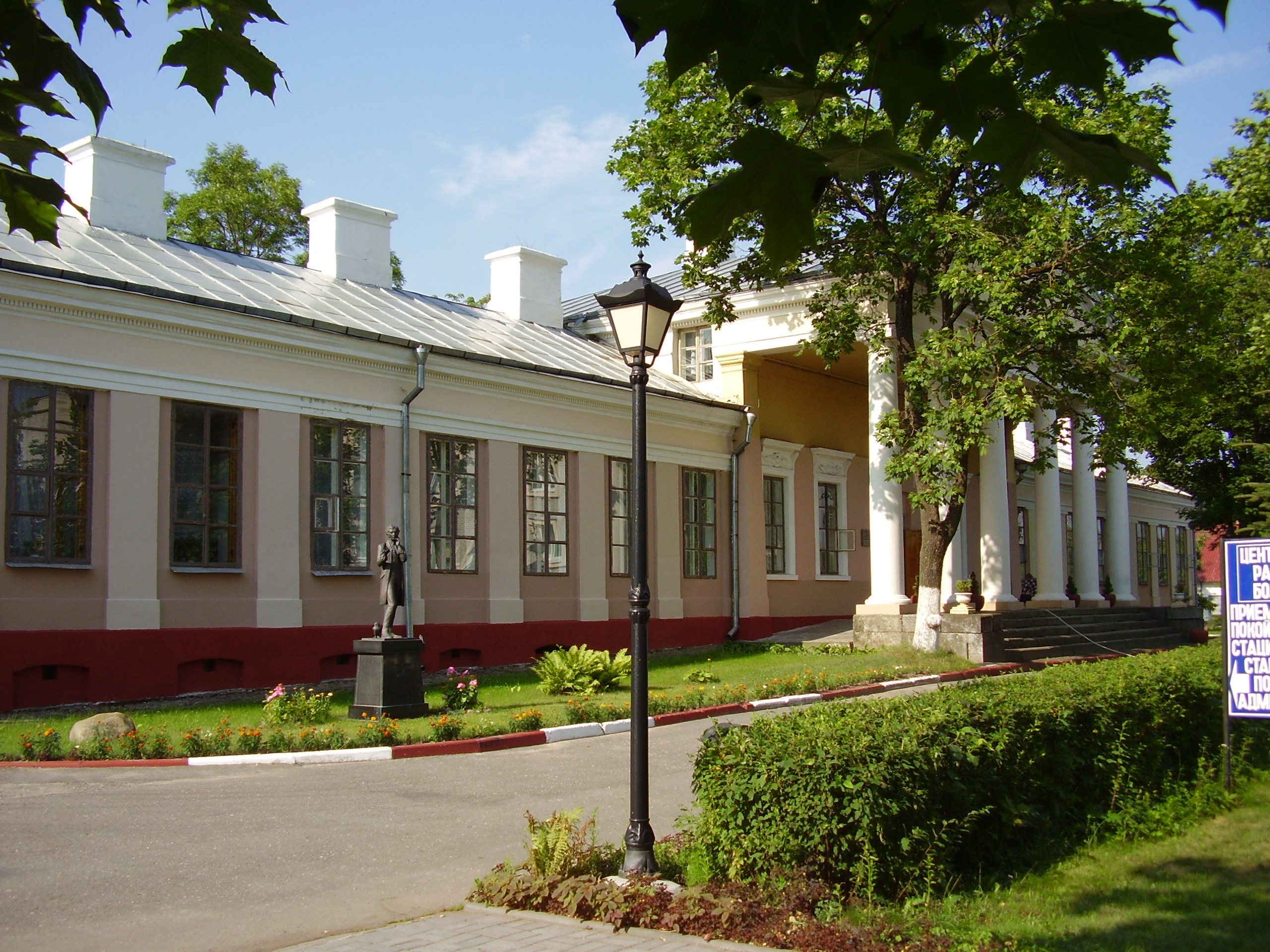
Дворец Тизенгауза

- Поселение периода позднего неолита и раннего бронзового века
- Площадь Ленина
- Дворец Тизенгауза (1788 г. — 1-я пол. XIX в.) — ныне здание районной поликлиники
- Застройка площади Ленина (XVIII—XIX вв.), в том числе дом врача (2-я пол. XVIII в.), дом ремесленника (2-я пол. XVIII в.), жилые дома (2-я пол. XVIII в.)
- Католическая церковь Св. Антония Падуанского (1898—1904)
- Православная церковь Св. Николая (1894)
- Костёл Иисуса Милосердного
- Часовня
- Синагога и еврейское кладбище (начало XX в.)
- Водяная мельница (2-я пол. XIX в.) —  Историко-культурная ценность Республики Беларусь, шифр 212Г000572
- Торговые ряды (1760-е годы)
- Краеведческий музей (ранее гостиница)
- Святой Дуб на берегу Мяделки
- Аллея Героев, пл. Ленина. Стелы с именами Героев Сидоренко В. А., Голубкова А. К., Красильникова Н. П., Киричука В. П., Масловской А. И., Маркова Ф. Г.

### Памятник, скульптура
- Памятник В. И. Ленину
- Памятник жертвам гражданской войны
- Памятник-стела польским солдатам и офицерам, погибшим в боях с большевиками в 1920 году
- Братская могила советских воинов и партизан
- Памятник-бюст Ф. Г. Маркову. Установлен на Центральной площади
- Памятный знак в честь Героя Советского Союза Сидоренко В. А.
- Мемориальная доска в честь 145 Витебской Краснознамённой стрелковой дивизии
- 3 мемориальных летательных аппарата — самолёты МиГ-23МЛ, Су-24М и вертолёт Ми-8
- Монумент «Танк Т-34»
- Памятник Константину Тизенгаузу (2006). Установлен к 220-летию со дня рождения учёного, перед зданием Дворца Тизенгауза.
- Памятник Антонию Тизенгаузу (2019)[40]. Скульптор — Александр Финский. Памятник установлен около Дворца Тизенгауза.

### Жанровая скульптура, арт-объекты
- Памятник городам-побратимам
- Статуя Девы Марии около Костёла Св. Антония Падуанского

## Галерея

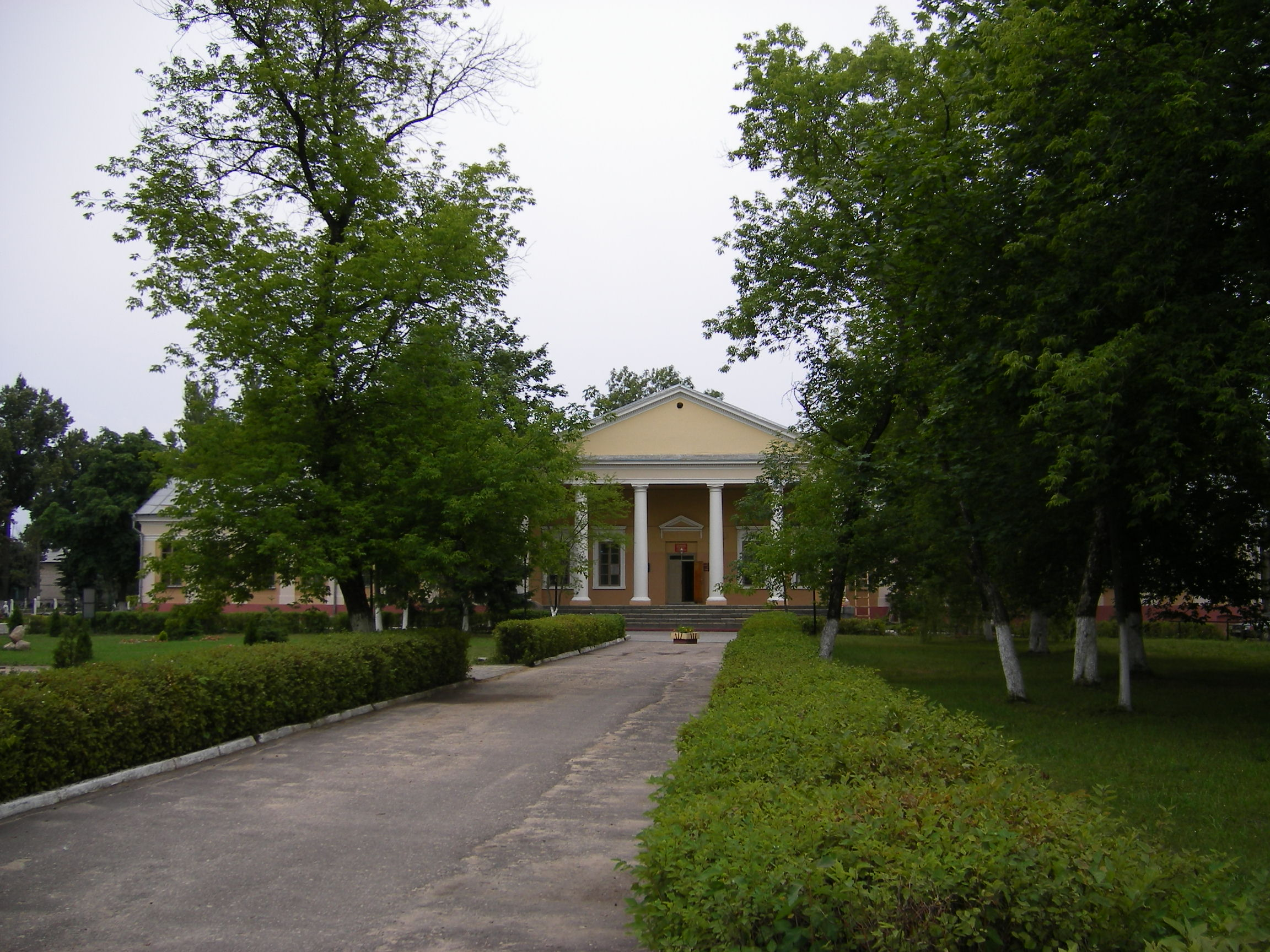
Дворец Тизенгауза
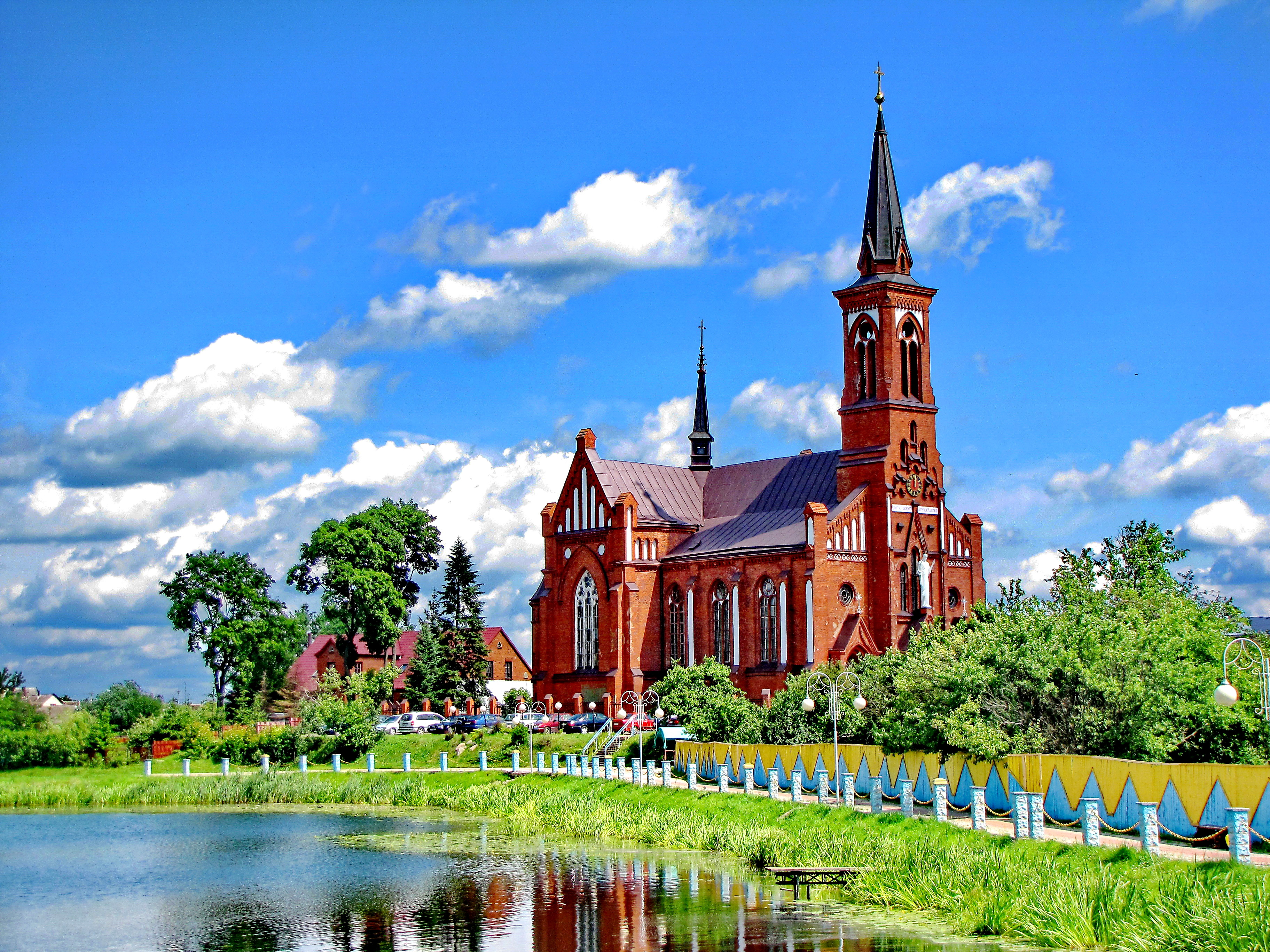
Католическая церковь Св. Антония Падуанского
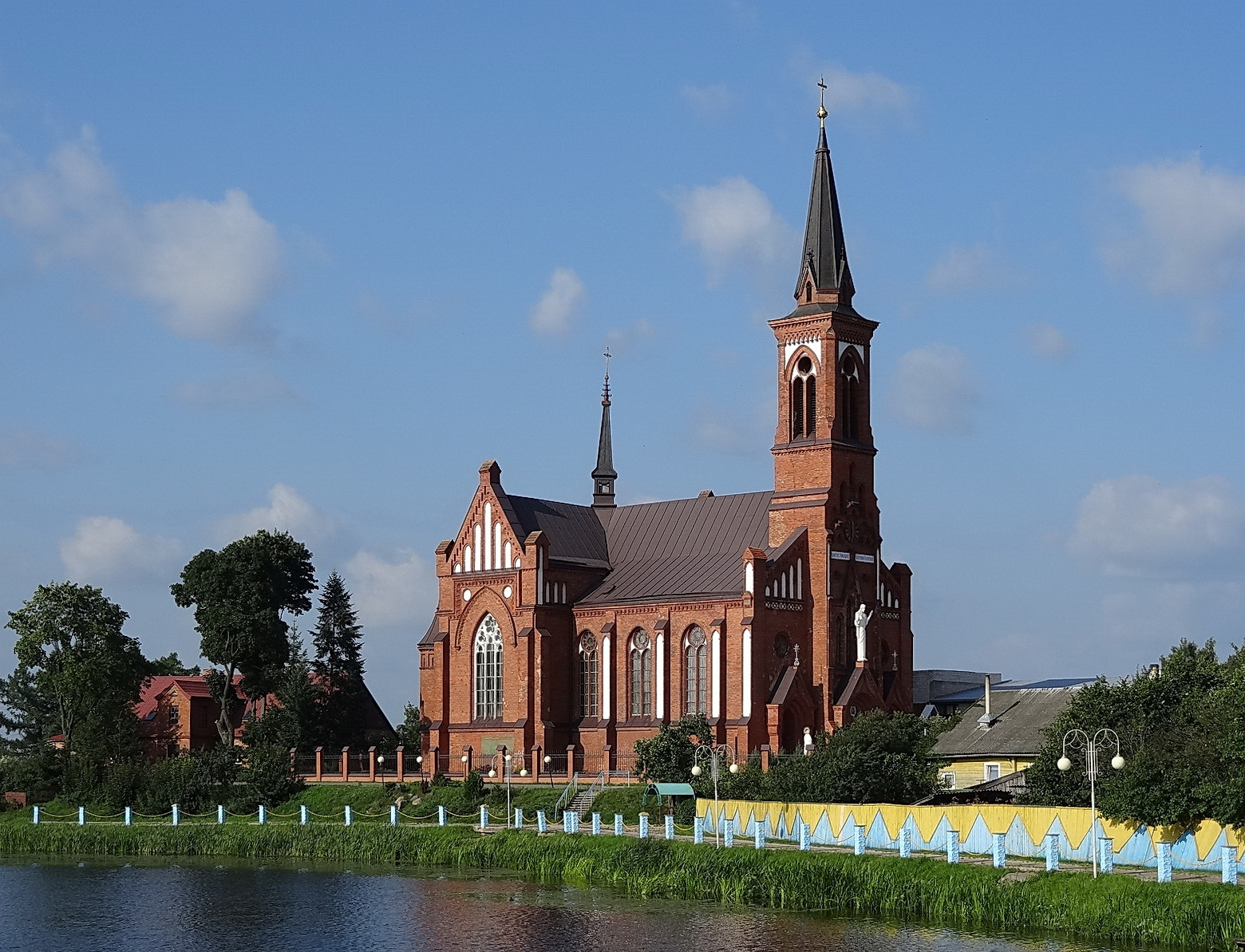
Католическая церковь Св. Антония Падуанского
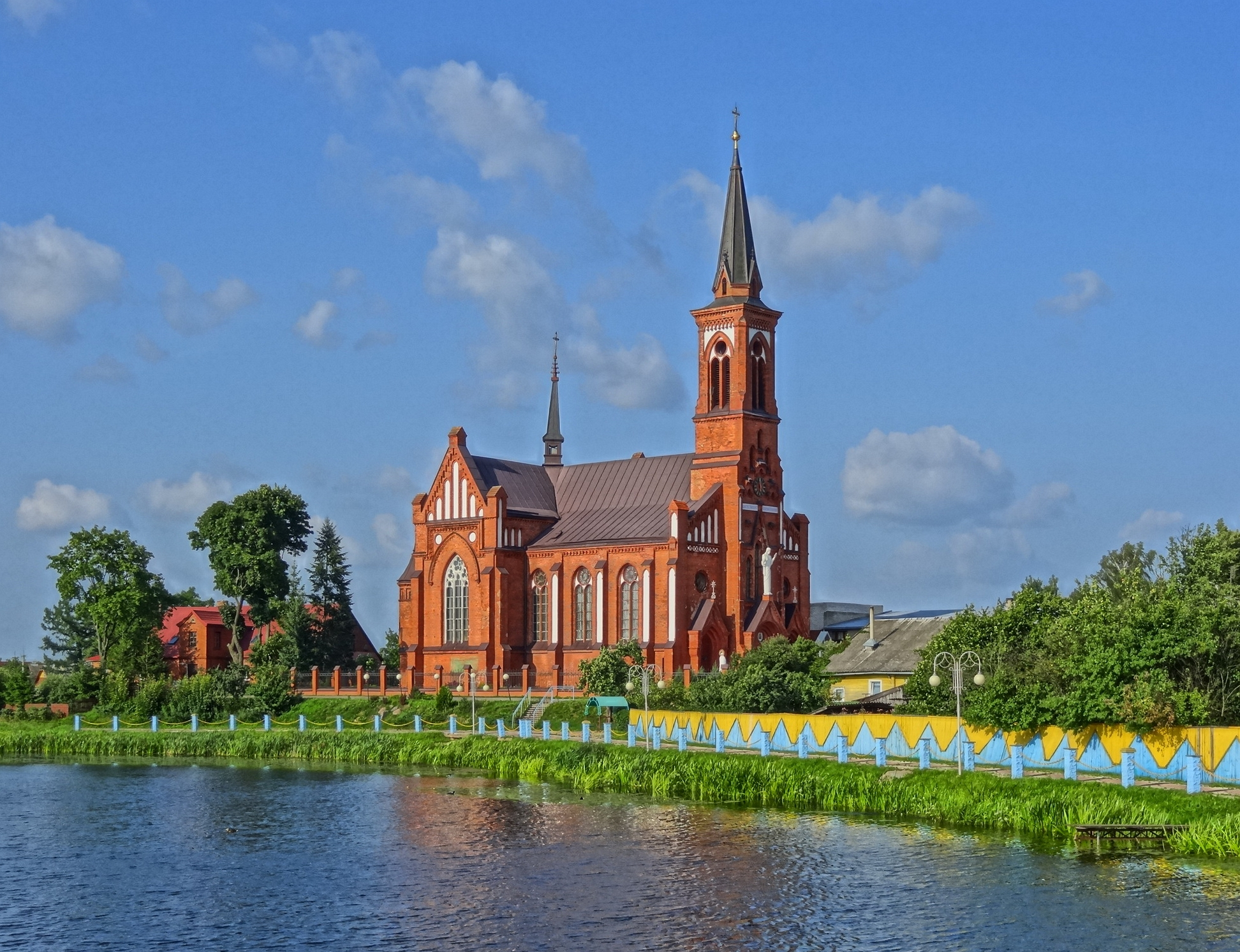
Католическая церковь Св. Антония Падуанского
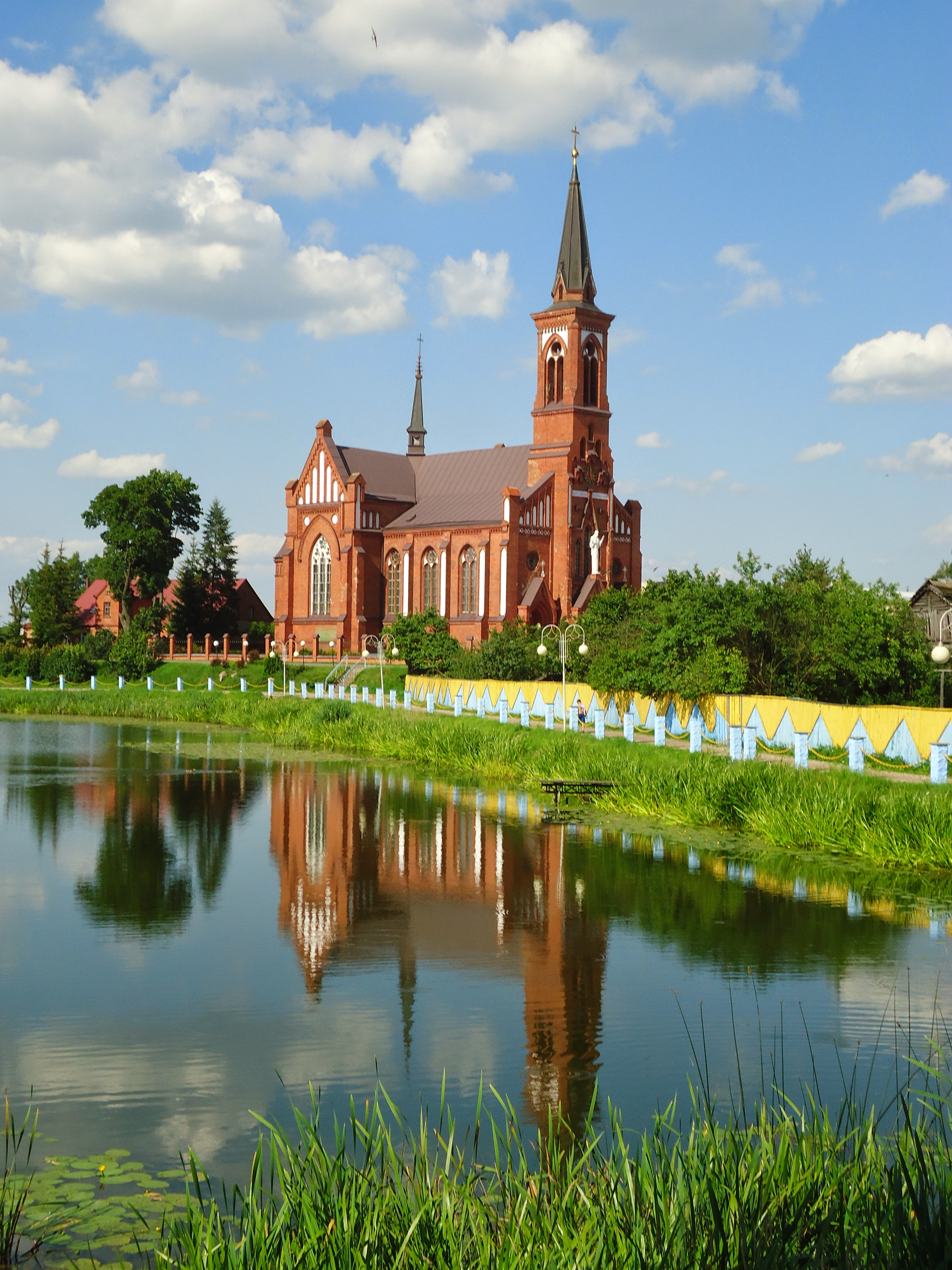
Католическая церковь Св. Антония Падуанского
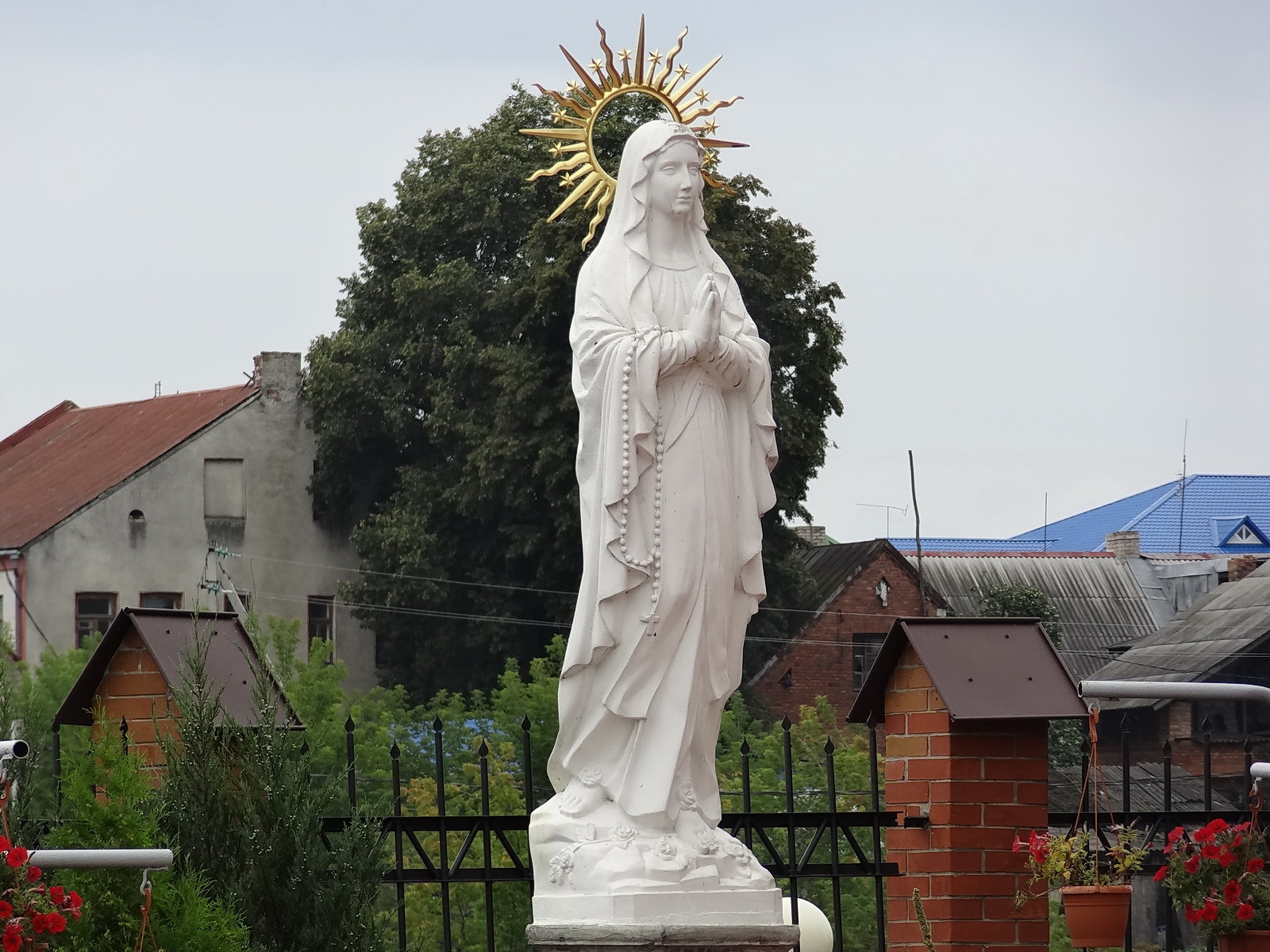
Статуя Девы Марии
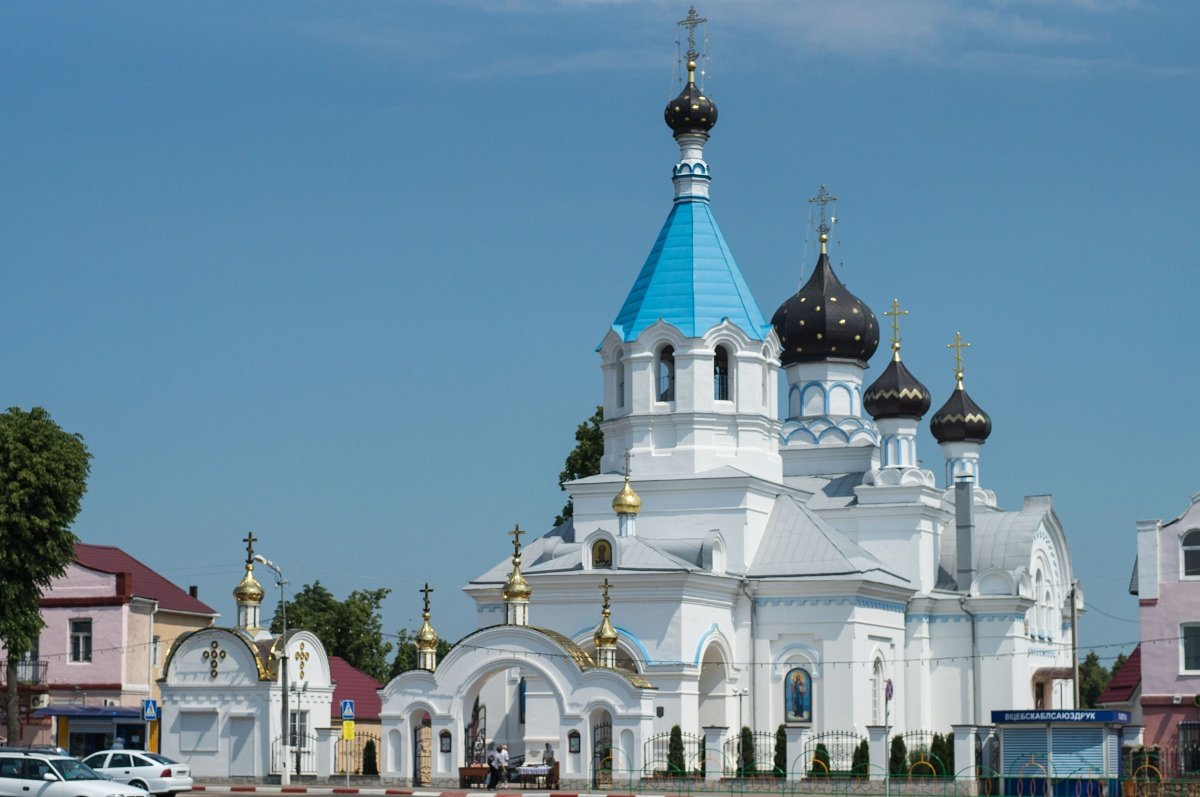
Православная церковь Св. Николая
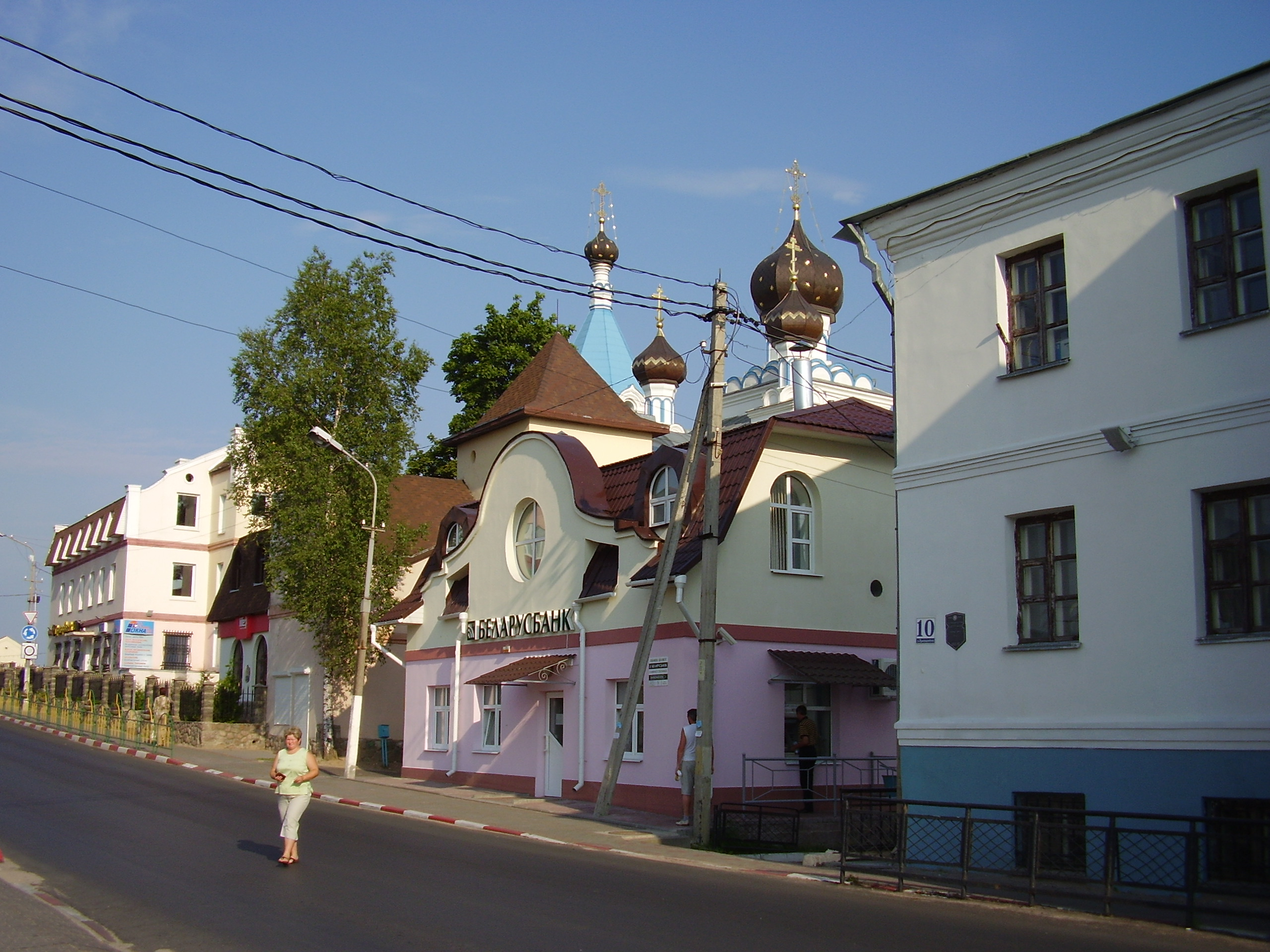
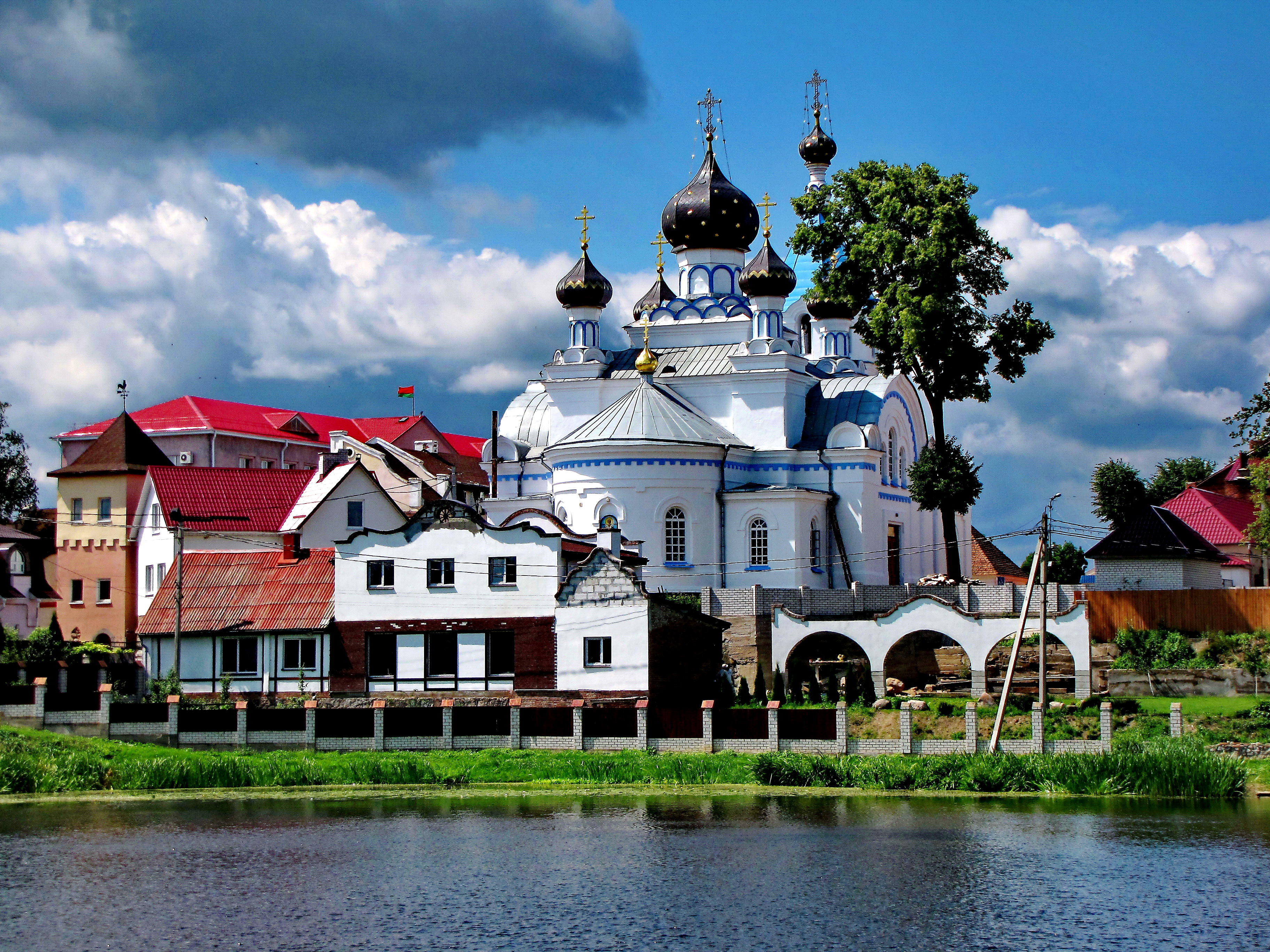
Православная церковь Св. Николая
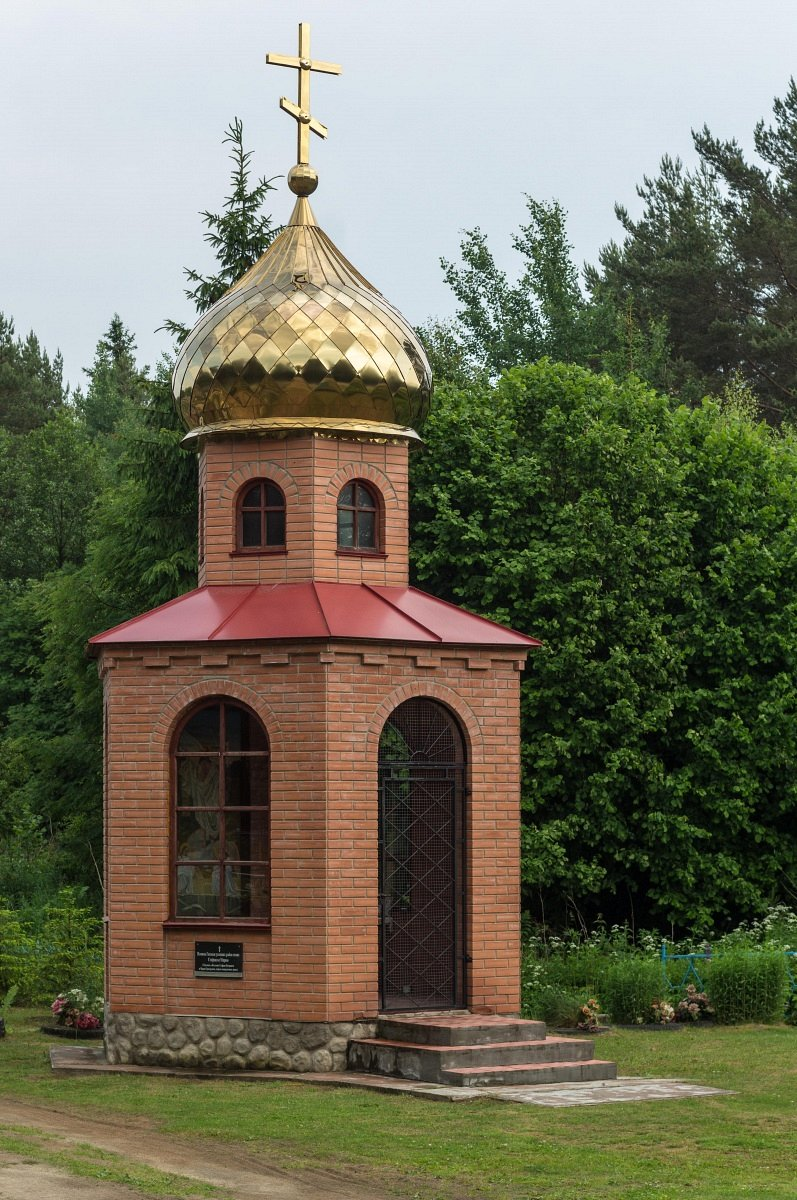
Часовня
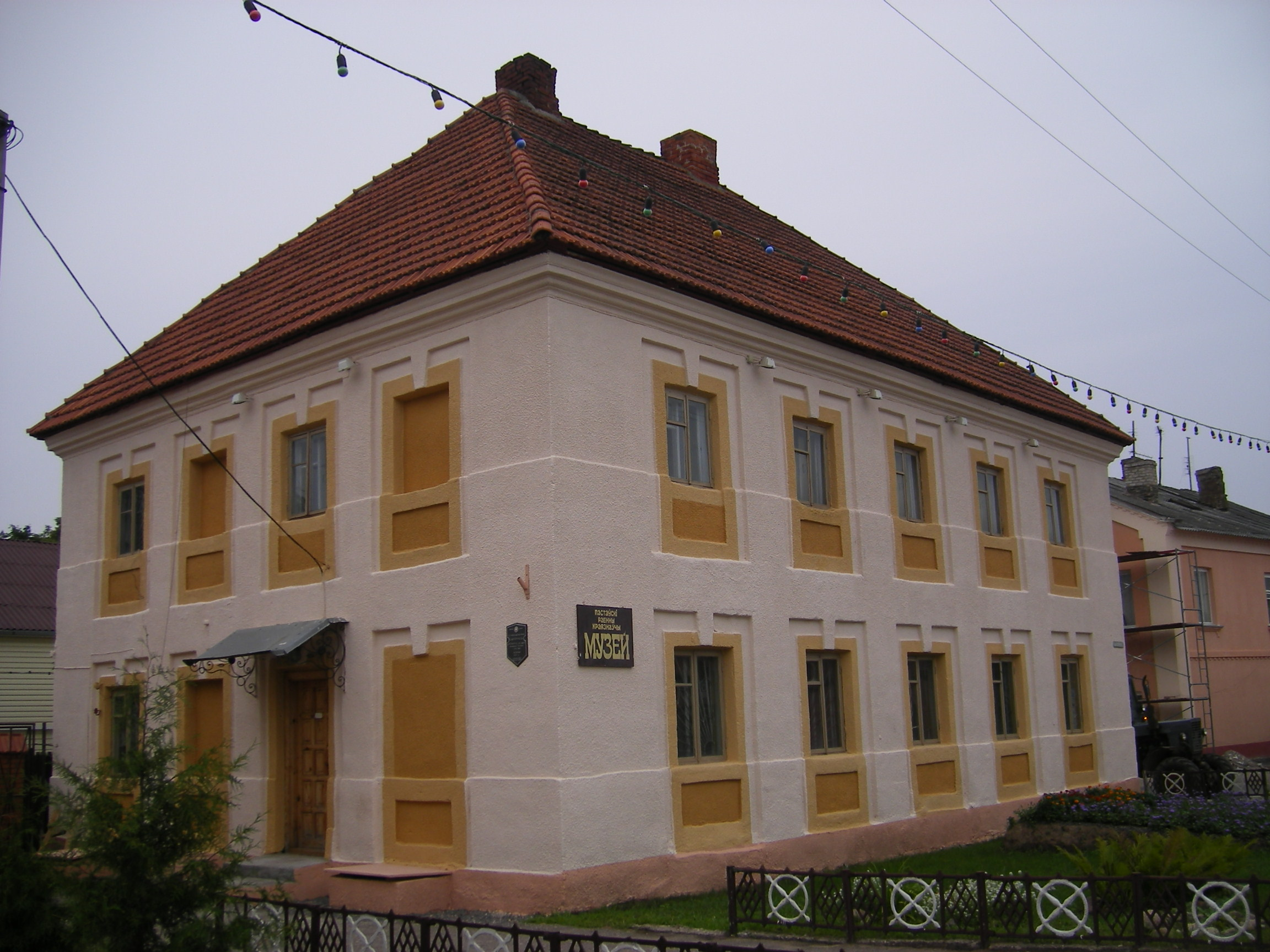
Поставский краеведческий музей
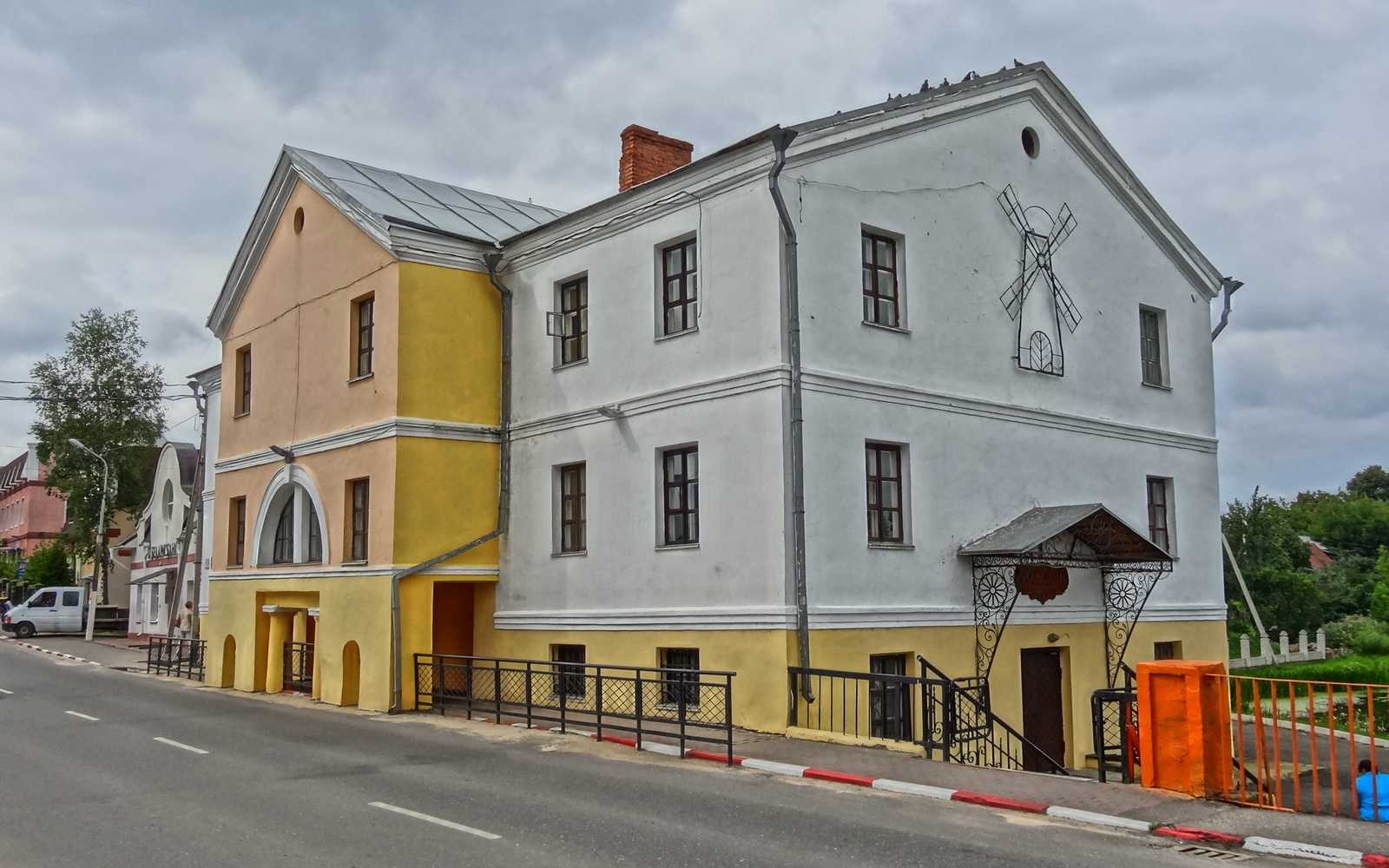
Водяная мельница (ныне - Дом ремёсел)

## В филателии и нумизматике
- 2 сентября 2006 года выпущен в обращение конверт с оригинальной маркой «День белорусской письменности в Поставах»[41].

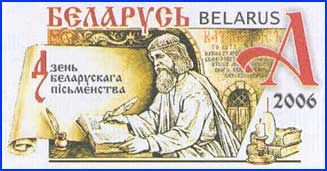
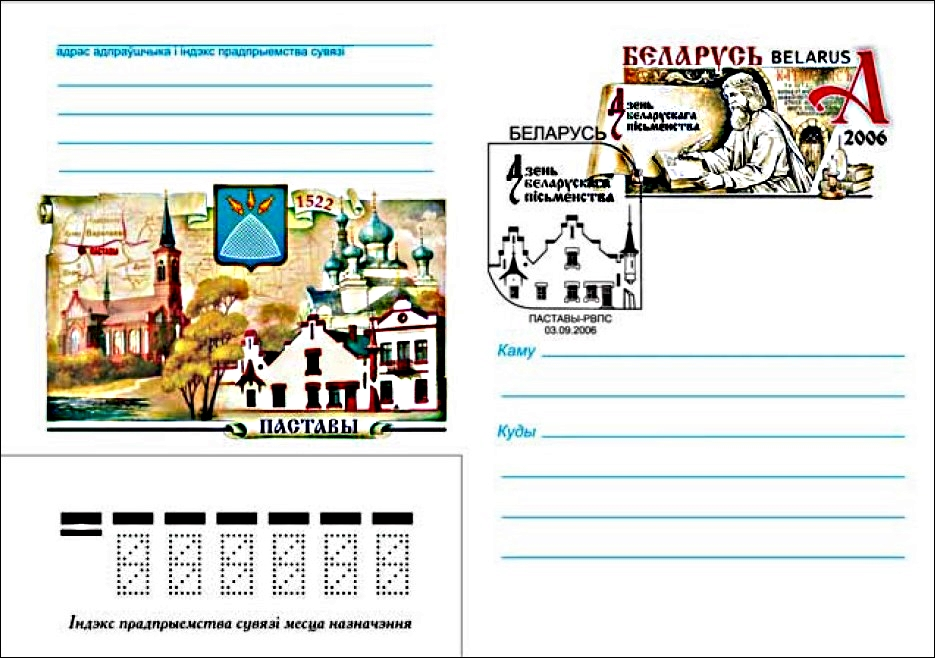
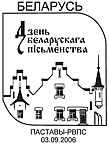

## СМИ
- Газета «Поставский край»[42]
- Телевидение «Поставы ТВ»[43]

## Международное сотрудничество
Города-побратимы
- Италия: Сант-Оресте
- Латвия: Резекне
- Литва: Купишкис, Рокишкис, Швенчёнис, Ширвинтос
- Польша: Вейхерово, Семятыче
- Россия: Курск, Пушкино
- Эстония: Йыхви